# 5e étape du Tour d'Espagne 2017
La 5e étape du Tour d'Espagne 2017 se déroule le mercredi 23 août 2017, entre Benicàssim et Alcossebre, sur une distance de 175,7 kilomètres.

## Résultats

### Classement de l'étape
| \| Classement de l'étape \| Classement de l'étape \| Classement de l'étape \| Classement de l'étape \| Classement de l'étape \| \| Coureur \| Coureur \| Pays \| Équipe \| Temps \| \| --------------------- \| --------------------- \| --------------------- \| --------------------- \| --------------------- \| \| 1er \| Alexey Lutsenko \| Kazakhstan \| Astana \| 4 h 24 min 58 s \| \| 2e \| Merhawi Kudus \| Érythrée \| Dimension Data \| + 42 s \| \| 3e \| Marc Soler \| Espagne \| Movistar Team \| + 56 s \| \| 4e \| Matej Mohorič \| Slovénie \| UAE Team Emirates \| + 1 min 11 s \| \| 5e \| Alexis Gougeard \| France \| AG2R La Mondiale \| + 1 min 24 s \| \| 6e \| Marco Haller \| Autriche \| Katusha-Alpecin \| + 1 min 37 s \| \| 7e \| Julian Alaphilippe \| France \| Quick-Step Floors \| + 1 min 40 s \| \| 8e \| Jetse Bol \| Pays-Bas \| Manzana Postobón \| + 2 min 04 s \| \| 9e \| Matvey Mamykin \| Russie \| Katusha-Alpecin \| + 2 min 18 s \| \| 10e \| Jérémy Maison \| France \| FDJ \| + 2 min 31 s \| |                    |            |                   |                 |
| |                    |            |                   |                 |
| Source : ProCyclingStats |                    |            |                   |                 |
| Classement de l'étape |                    |            |                   |                 |
| Coureur | Coureur            | Pays       | Équipe            | Temps           |
| 1er | Alexey Lutsenko    | Kazakhstan | Astana            | 4 h 24 min 58 s |
| 2e | Merhawi Kudus      | Érythrée   | Dimension Data    | + 42 s          |
| 3e | Marc Soler         | Espagne    | Movistar Team     | + 56 s          |
| 4e | Matej Mohorič      | Slovénie   | UAE Team Emirates | + 1 min 11 s    |
| 5e | Alexis Gougeard    | France     | AG2R La Mondiale  | + 1 min 24 s    |
| 6e | Marco Haller       | Autriche   | Katusha-Alpecin   | + 1 min 37 s    |
| 7e | Julian Alaphilippe | France     | Quick-Step Floors | + 1 min 40 s    |
| 8e | Jetse Bol          | Pays-Bas   | Manzana Postobón  | + 2 min 04 s    |
| 9e | Matvey Mamykin     | Russie     | Katusha-Alpecin   | + 2 min 18 s    |
| 10e | Jérémy Maison      | France     | FDJ               | + 2 min 31 s    |

### Points attribués
| Sprint intermédiaire - Alcalà de Xivert (km 160) | Sprint intermédiaire - Alcalà de Xivert (km 160) | Sprint intermédiaire - Alcalà de Xivert (km 160) | Sprint intermédiaire - Alcalà de Xivert (km 160) | Sprint intermédiaire - Alcalà de Xivert (km 160) |
| ------------------------------------------------ | ------------------------------------------------ | ------------------------------------------------ | ------------------------------------------------ | ------------------------------------------------ |
|                                                  | Coureur                                          | Pays                                             | Équipe                                           | Point(s)                                         |
| 1er                                              | Alexey Lutsenko                                  | Kazakhstan                                       | Astana                                           | 4                                                |
| 2e                                               | Marco Haller                                     | Autriche                                         | Katusha-Alpecin                                  | 2                                                |
| 3e                                               | Alexis Gougeard                                  | France                                           | AG2R La Mondiale                                 | 1                                                |
| modifier                                         |                                                  |                                                  |                                                  |                                                  |

| Arrivée d'étape - Alcossebre (km 175,7) | Arrivée d'étape - Alcossebre (km 175,7) | Arrivée d'étape - Alcossebre (km 175,7) | Arrivée d'étape - Alcossebre (km 175,7) | Arrivée d'étape - Alcossebre (km 175,7) |
| --------------------------------------- | --------------------------------------- | --------------------------------------- | --------------------------------------- | --------------------------------------- |
|                                         | Coureur                                 | Pays                                    | Équipe                                  | Point(s)                                |
| 1er                                     | Alexey Lutsenko                         | Kazakhstan                              | Astana                                  | 25                                      |
| 2e                                      | Merhawi Kudus                           | Érythrée                                | Dimension Data                          | 20                                      |
| 3e                                      | Marc Soler                              | Espagne                                 | Movistar                                | 16                                      |
| 4e                                      | Matej Mohorič                           | Slovénie                                | UAE Emirates                            | 14                                      |
| 5e                                      | Alexis Gougeard                         | France                                  | AG2R La Mondiale                        | 12                                      |
| 6e                                      | Marco Haller                            | Autriche                                | Katusha-Alpecin                         | 10                                      |
| 7e                                      | Julian Alaphilippe                      | France                                  | Quick-Step Floors                       | 9                                       |
| 8e                                      | Jetse Bol                               | Pays-Bas                                | Manzana Postobón                        | 8                                       |
| 9e                                      | Matvey Mamykin                          | Russie                                  | Katusha-Alpecin                         | 7                                       |
| 10e                                     | Jérémy Maison                           | France                                  | FDJ                                     | 6                                       |
| 11e                                     | Michel Kreder                           | Pays-Bas                                | Aqua Blue Sport                         | 5                                       |
| 12e                                     | Davide Villella                         | Italie                                  | Cannondale-Drapac                       | 4                                       |
| 13e                                     | Alberto Contador                        | Espagne                                 | Trek-Segafredo                          | 3                                       |
| 14e                                     | Christopher Froome                      | Royaume-Uni                             | Sky                                     | 2                                       |
| 15e                                     | Michael Woods                           | Canada                                  | Cannondale-Drapac                       | 1                                       |
| modifier                                |                                         |                                         |                                         |                                         |

|   | Coureur         | Pays       | Équipe           | Secondes |
| - | --------------- | ---------- | ---------------- | -------- |
| 1 | Alexey Lutsenko | Kazakhstan | Astana           | 3 s      |
| 2 | Marco Haller    | Autriche   | Katusha-Alpecin  | 2 s      |
| 3 | Alexis Gougeard | France     | AG2R La Mondiale | 1 s      |

|   | Coureur         | Pays       | Équipe         | Secondes |
| - | --------------- | ---------- | -------------- | -------- |
| 1 | Alexey Lutsenko | Kazakhstan | Astana         | 10 s     |
| 2 | Merhawi Kudus   | Érythrée   | Dimension Data | 6 s      |
| 3 | Marc Soler      | Espagne    | Movistar       | 4 s      |

### Cols et côtes
| Alto del Desierto de las Palmas (km 23,8) 2e catégorie (7,8 km à 4,8%) | Alto del Desierto de las Palmas (km 23,8) 2e catégorie (7,8 km à 4,8%) | Alto del Desierto de las Palmas (km 23,8) 2e catégorie (7,8 km à 4,8%) | Alto del Desierto de las Palmas (km 23,8) 2e catégorie (7,8 km à 4,8%) | Alto del Desierto de las Palmas (km 23,8) 2e catégorie (7,8 km à 4,8%) |
| ---------------------------------------------------------------------- | ---------------------------------------------------------------------- | ---------------------------------------------------------------------- | ---------------------------------------------------------------------- | ---------------------------------------------------------------------- |
|                                                                        | Coureur                                                                | Pays                                                                   | Équipe                                                                 | Point(s)                                                               |
| 1er                                                                    | Davide Villella                                                        | Italie                                                                 | Cannondale-Drapac                                                      | 5                                                                      |
| 2e                                                                     | Lluís Mas                                                              | Espagne                                                                | Caja Rural-Seguros RGA                                                 | 3                                                                      |
| 3e                                                                     | Alexey Lutsenko                                                        | Kazakhstan                                                             | Astana                                                                 | 1                                                                      |
| modifier                                                               |                                                                        |                                                                        |                                                                        |                                                                        |

| Alto de Cabanes (km 55,3) 3e catégorie (7,3 km à 4,4%) | Alto de Cabanes (km 55,3) 3e catégorie (7,3 km à 4,4%) | Alto de Cabanes (km 55,3) 3e catégorie (7,3 km à 4,4%) | Alto de Cabanes (km 55,3) 3e catégorie (7,3 km à 4,4%) | Alto de Cabanes (km 55,3) 3e catégorie (7,3 km à 4,4%) |
| ------------------------------------------------------ | ------------------------------------------------------ | ------------------------------------------------------ | ------------------------------------------------------ | ------------------------------------------------------ |
|                                                        | Coureur                                                | Pays                                                   | Équipe                                                 | Point(s)                                               |
| 1er                                                    | Davide Villella                                        | Italie                                                 | Cannondale-Drapac                                      | 3                                                      |
| 2e                                                     | Lluís Mas                                              | Espagne                                                | Caja Rural-Seguros RGA                                 | 2                                                      |
| 3e                                                     | Alexey Lutsenko                                        | Kazakhstan                                             | Astana                                                 | 1                                                      |
| modifier                                               |                                                        |                                                        |                                                        |                                                        |

| Coll de la Bandereta (km 87,6) 2e catégorie (4,6 km à 7,6%) | Coll de la Bandereta (km 87,6) 2e catégorie (4,6 km à 7,6%) | Coll de la Bandereta (km 87,6) 2e catégorie (4,6 km à 7,6%) | Coll de la Bandereta (km 87,6) 2e catégorie (4,6 km à 7,6%) | Coll de la Bandereta (km 87,6) 2e catégorie (4,6 km à 7,6%) |
| ----------------------------------------------------------- | ----------------------------------------------------------- | ----------------------------------------------------------- | ----------------------------------------------------------- | ----------------------------------------------------------- |
|                                                             | Coureur                                                     | Pays                                                        | Équipe                                                      | Point(s)                                                    |
| 1er                                                         | Davide Villella                                             | Italie                                                      | Cannondale-Drapac                                           | 5                                                           |
| 2e                                                          | Lluís Mas                                                   | Espagne                                                     | Caja Rural-Seguros RGA                                      | 3                                                           |
| 3e                                                          | Alexey Lutsenko                                             | Kazakhstan                                                  | Astana                                                      | 1                                                           |
| modifier                                                    |                                                             |                                                             |                                                             |                                                             |

| Alto de la Serratella (km 125,2) 2e catégorie (13,2 km à 3,7%) | Alto de la Serratella (km 125,2) 2e catégorie (13,2 km à 3,7%) | Alto de la Serratella (km 125,2) 2e catégorie (13,2 km à 3,7%) | Alto de la Serratella (km 125,2) 2e catégorie (13,2 km à 3,7%) | Alto de la Serratella (km 125,2) 2e catégorie (13,2 km à 3,7%) |
| -------------------------------------------------------------- | -------------------------------------------------------------- | -------------------------------------------------------------- | -------------------------------------------------------------- | -------------------------------------------------------------- |
|                                                                | Coureur                                                        | Pays                                                           | Équipe                                                         | Point(s)                                                       |
| 1er                                                            | Davide Villella                                                | Italie                                                         | Cannondale-Drapac                                              | 5                                                              |
| 2e                                                             | Lluís Mas                                                      | Espagne                                                        | Caja Rural-Seguros RGA                                         | 3                                                              |
| 3e                                                             | Matvey Mamykin                                                 | Russie                                                         | Katusha-Alpecin                                                | 1                                                              |
| modifier                                                       |                                                                |                                                                |                                                                |                                                                |

| \| Ermitage de Sant Benet i Santa Llúcia (km 175,7) 3e catégorie (3,4 km à 10%) \| Ermitage de Sant Benet i Santa Llúcia (km 175,7) 3e catégorie (3,4 km à 10%) \| Ermitage de Sant Benet i Santa Llúcia (km 175,7) 3e catégorie (3,4 km à 10%) \| Ermitage de Sant Benet i Santa Llúcia (km 175,7) 3e catégorie (3,4 km à 10%) \| Ermitage de Sant Benet i Santa Llúcia (km 175,7) 3e catégorie (3,4 km à 10%) \| \| ---------------------------------------------------------------------------- \| ---------------------------------------------------------------------------- \| ---------------------------------------------------------------------------- \| ---------------------------------------------------------------------------- \| ---------------------------------------------------------------------------- \| \| \| Coureur \| Pays \| Équipe \| Point(s) \| \| 1er \| Alexey Lutsenko \| Kazakhstan \| Astana \| 3 \| \| 2e \| Merhawi Kudus \| Érythrée \| Dimension Data \| 2 \| \| 3e \| Marc Soler \| Espagne \| Movistar \| 1 \| \| modifier \| \| \| \| \| |                 |            |                |          |
| Ermitage de Sant Benet i Santa Llúcia (km 175,7) 3e catégorie (3,4 km à 10%) |                 |            |                |          |
| | Coureur         | Pays       | Équipe         | Point(s) |
| 1er | Alexey Lutsenko | Kazakhstan | Astana         | 3        |
| 2e | Merhawi Kudus   | Érythrée   | Dimension Data | 2        |
| 3e | Marc Soler      | Espagne    | Movistar       | 1        |
| modifier |                 |            |                |          |

## Classements à l'issue de l'étape

### Classement général
| \| Classement général \| Classement général \| Classement général \| Classement général \| Classement général \| \| Coureur \| Coureur \| Pays \| Équipe \| Temps \| \| ------------------ \| ------------------ \| ------------------ \| ------------------ \| ------------------ \| \| 1er \| Christopher Froome \| Royaume-Uni \| Team Sky \| 18 h 07 min 10 s \| \| 2e \| Tejay van Garderen \| États-Unis \| BMC Racing Team \| + 10 s \| \| 3e \| Esteban Chaves \| Colombie \| Orica-Scott \| + 11 s \| \| 4e \| Nicolas Roche \| Irlande \| BMC Racing Team \| + 13 s \| \| 5e \| David de la Cruz \| Espagne \| Quick-Step Floors \| + 23 s \| \| 6e \| Vincenzo Nibali \| Italie \| Bahrain-Merida \| + 36 s \| \| 7e \| Fabio Aru \| Italie \| Astana \| + 49 s \| \| 8e \| Adam Yates \| Royaume-Uni \| Orica-Scott \| + 50 s \| \| 9e \| Simon Yates \| Royaume-Uni \| Orica-Scott \| + 1 min 09 s \| \| 10e \| Michael Woods \| Canada \| Cannondale-Drapac \| + 1 min 13 s \| |                    |             |                   |                  |
| |                    |             |                   |                  |
| Source : ProCyclingStats |                    |             |                   |                  |
| Classement général |                    |             |                   |                  |
| Coureur | Coureur            | Pays        | Équipe            | Temps            |
| 1er | Christopher Froome | Royaume-Uni | Team Sky          | 18 h 07 min 10 s |
| 2e | Tejay van Garderen | États-Unis  | BMC Racing Team   | + 10 s           |
| 3e | Esteban Chaves     | Colombie    | Orica-Scott       | + 11 s           |
| 4e | Nicolas Roche      | Irlande     | BMC Racing Team   | + 13 s           |
| 5e | David de la Cruz   | Espagne     | Quick-Step Floors | + 23 s           |
| 6e | Vincenzo Nibali    | Italie      | Bahrain-Merida    | + 36 s           |
| 7e | Fabio Aru          | Italie      | Astana            | + 49 s           |
| 8e | Adam Yates         | Royaume-Uni | Orica-Scott       | + 50 s           |
| 9e | Simon Yates        | Royaume-Uni | Orica-Scott       | + 1 min 09 s     |
| 10e | Michael Woods      | Canada      | Cannondale-Drapac | + 1 min 13 s     |

### Classement par points
| Classement par points | Classement par points | Classement par points | Classement par points | Classement par points |
| Coureur               | Coureur               | Pays                  | Équipe                | Points                |
| --------------------- | --------------------- | --------------------- | --------------------- | --------------------- |
| 1er                   | Matteo Trentin        | Italie                | Quick-Step Floors     | 49 pts                |
| 2e                    | Vincenzo Nibali       | Italie                | Bahrain-Merida        | 31 pts                |
| 3e                    | Alexey Lutsenko       | Kazakhstan            | Astana                | 29 pts                |
| 4e                    | Edward Theuns         | Belgique              | Trek-Segafredo        | 28 pts                |
| 5e                    | Yves Lampaert         | Belgique              | Quick-Step Floors     | 25 pts                |
| 6e                    | Tom Van Asbroeck      | Belgique              | Cannondale-Drapac     | 25 pts                |
| 7e                    | Sacha Modolo          | Italie                | UAE Team Emirates     | 22 pts                |
| 8e                    | Christopher Froome    | Royaume-Uni           | Team Sky              | 20 pts                |
| 9e                    | David de la Cruz      | Espagne               | Quick-Step Floors     | 20 pts                |
| 10e                   | Merhawi Kudus         | Érythrée              | Dimension Data        | 20 pts                |

### Classement du meilleur grimpeur
| Classement du meilleur grimpeur | Classement du meilleur grimpeur | Classement du meilleur grimpeur | Classement du meilleur grimpeur | Classement du meilleur grimpeur |
| ------------------------------- | ------------------------------- | ------------------------------- | ------------------------------- | ------------------------------- |
|                                 | Coureur                         | Pays                            | Équipe                          | Point(s)                        |
| 1er                             | Davide Villella                 | Italie                          | Cannondale-Drapac               | 30 points                       |
| 2e                              | Lluís Mas                       | Espagne                         | Caja Rural-Seguros RGA          | 11 pts                          |
| 3e                              | Alexandre Geniez                | France                          | AG2R La Mondiale                | 10 pts                          |
| 4e                              | Thomas De Gendt                 | Belgique                        | Lotto-Soudal                    | 10 pts                          |
| 5e                              | Alexey Lutsenko                 | Kazakhstan                      | Astana                          | 6 pts                           |
| 6e                              | Christopher Froome              | Royaume-Uni                     | Sky                             | 5 pts                           |
| 7e                              | Darwin Atapuma                  | Colombie                        | UAE Emirates                    | 4 pts                           |
| 8e                              | Fabricio Ferrari                | Uruguay                         | Caja Rural-Seguros RGA          | 4 pts                           |
| 9e                              | Nicolas Roche                   | Irlande                         | BMC Racing                      | 3 pts                           |
| 10e                             | Stéphane Rossetto               | France                          | Cofidis                         | 3 pts                           |
| modifier                        |                                 |                                 |                                 |                                 |

### Classement du combiné
| Classement du combiné | Classement du combiné | Classement du combiné | Classement du combiné | Classement du combiné |
| --------------------- | --------------------- | --------------------- | --------------------- | --------------------- |
|                       | Coureur               | Pays                  | Équipe                | Point(s)              |
| 1er                   | Christopher Froome    | Royaume-Uni           | Sky                   | 15 points             |
| 2e                    | Esteban Chaves        | Colombie              | Orica-Scott           | 26 pts                |
| 3e                    | Nicolas Roche         | Irlande               | BMC Racing            | 37 pts                |
| 4e                    | Romain Bardet         | France                | AG2R La Mondiale      | 45 pts                |
| 5e                    | Merhawi Kudus         | Érythrée              | Dimension Data        | 55 pts                |
| 6e                    | Marc Soler            | Espagne               | Movistar              | 81 pts                |
| 7e                    | Alexey Lutsenko       | Kazakhstan            | Astana                | 81 pts                |
| 8e                    | Darwin Atapuma        | Colombie              | UAE Emirates          | 95 pts                |
| 9e                    | Davide Villella       | Italie                | Cannondale-Drapac     | 98 pts                |
| 10e                   | Diego Rosa            | Italie                | Sky                   | 100 pts               |
| modifier              |                       |                       |                       |                       |

### Classement par équipes
| Classement par équipes | Classement par équipes | Classement par équipes | Classement par équipes |
| Équipe                 | Équipe                 | Pays                   | Temps                  |
| ---------------------- | ---------------------- | ---------------------- | ---------------------- |
| 1re                    | Astana                 | Kazakhstan             | 53 h 49 min 09 s       |
| 2e                     | Movistar Team          | Espagne                | + 1 min 58 s           |
| 3e                     | Orica-Scott            | Australie              | + 2 min 01 s           |
| 4e                     | UAE Team Emirates      | Émirats arabes unis    | + 2 min 59 s           |
| 5e                     | Sky                    | Royaume-Uni            | + 3 min 52 s           |
| 6e                     | Team Sunweb            | Allemagne              | + 5 min 17 s           |
| 7e                     | AG2R La Mondiale       | France                 | + 7 min 08 s           |
| 8e                     | Dimension Data         | Afrique du Sud         | + 12 min 00 s          |
| 9e                     | Caja Rural-Seguros RGA | Espagne                | + 15 min 30 s          |
| 10e                    | BMC Racing Team        | États-Unis             | + 16 min 18 s          |

## Abandons
- 7 -  John Degenkolb (Trek-Segafredo) : non partant
- 173 -  Youcef Reguigui (Dimension Data) : abandon